# Trixagus carinifrons
Trixagus carinifrons är en skalbaggsart som först beskrevs av Bonvouloir 1859.  Trixagus carinifrons ingår i släktet Trixagus, och familjen småknäppare. Arten är reproducerande i Sverige.